# Gianfranco Parati
Gianfranco Parati (Ripalta Cremasca, 11 settembre 1925) è un ex calciatore italiano, di ruolo attaccante.

## Carriera
Nella stagione 1942-1943 realizza 2 reti in 19 presenze con la maglia del Crema nel campionato di Serie C, nel quale la formazione cremasca conquista un terzo posto in classifica nel girone C; dopo la fine della Seconda guerra mondiale torna a giocare con i bianconeri, con cui nella stagione 1945-1946 segna un gol in 16 presenze nel campionato di Serie B-C Alta Italia. A fine stagione passa al Milan, con cui trascorre l'intera stagione 1946-1947, in Serie A; non esordisce comunque mai in partite ufficiali con i rossoneri, con i quali scende in campo solamente in partite amichevoli.
Nel 1947 si trasferisce alla Cremonese, società con cui milita nella stagione 1947-1948, nella quale mette a segno 5 reti in 6 presenze nel campionato di Serie B; viene riconfermato in rosa anche per la stagione 1948-1949, nella quale realizza 7 reti in 25 partite di campionato; rimane infine in squadra anche nella stagione 1949-1950, nella quale gioca solamente una partita di campionato, arrivando quindi ad un bilancio complessivo di 37 presenze e 12 reti in Serie B con la maglia della Cremonese.